# Eumedonia plurimacula
Eumedonia plurimacula är en fjärilsart som beskrevs av Schultz 1906. Eumedonia plurimacula ingår i släktet Eumedonia och familjen juvelvingar. Inga underarter finns listade i Catalogue of Life.